# ダラス・モーニングニュース
ダラス・モーニングニュース(Dallas Morning News)は、アメリカ合衆国のテキサス州ダラス地区で販売されている新聞である。
創刊は1885年10月1日で、当時の販売部数は5,000部余りであった。今日では、日刊紙は約6万部、デジタル版は2万部近くの発行部数である。
地元ではこの新聞のことを、ダラス・モーニングニュースをもじって、「ダラス・ボーリングスヌーズ」（"Dallas Boring Snooze" ＝ 『退屈で居眠りしそう』の意）とけなす者もいる。

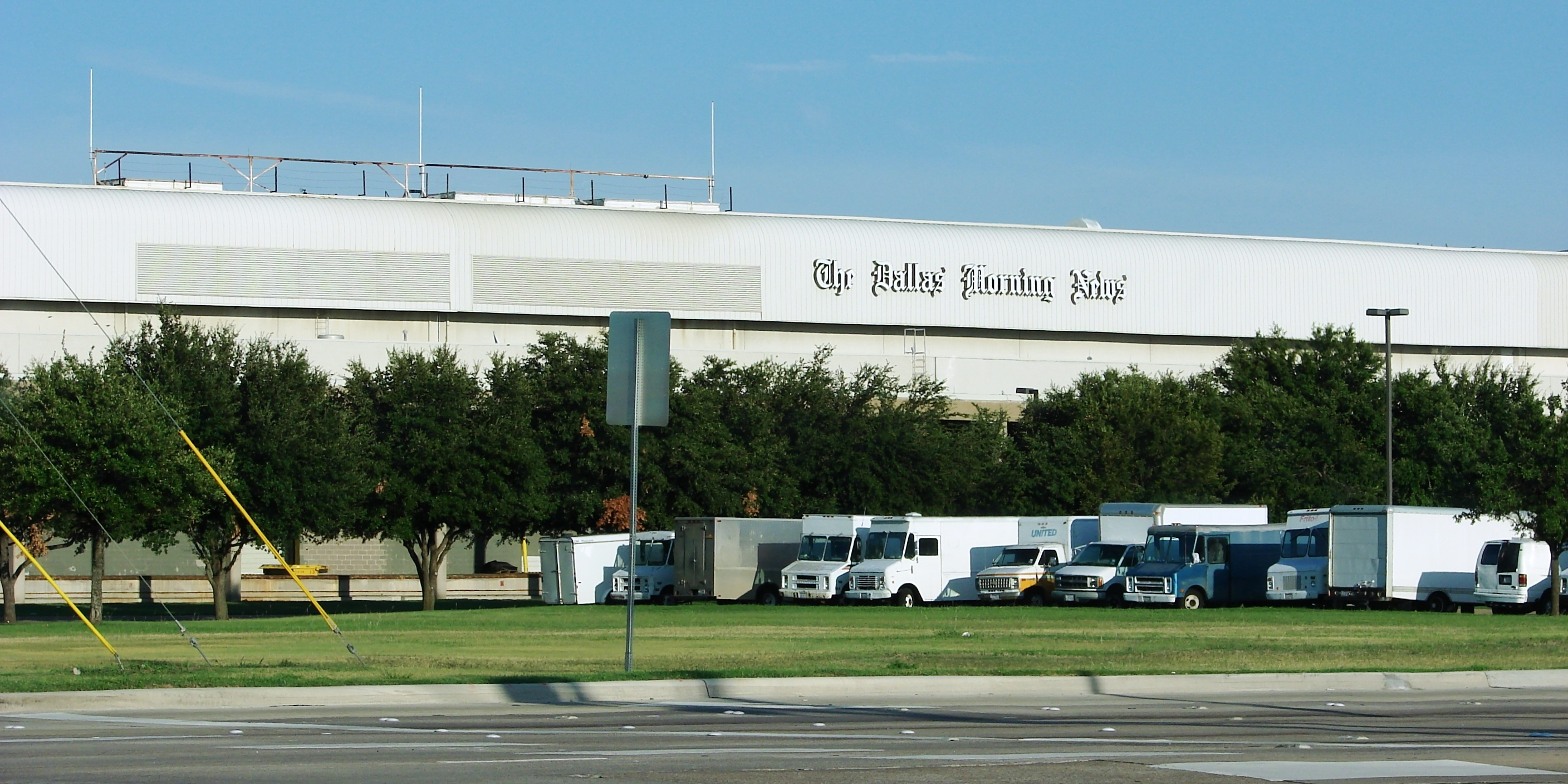
The Dallas Morning News distribution center in Plano, TX.

ベロ・コープ社がこの新聞社を所有しており、両社ともダラス市のダウンタウンに本社がある。
「ストリート・チーム」と呼ばれる一隊が、歩行者に「クイック」と呼ばれる新刊を宣伝する姿が見かけられる。この「クイック」とは、20代から30代向けにニュース内容を省略したものである。
過去にはNFLのワシントン・レッドスキンズを退団したフランク・グーディシュが本紙のニュースライターを務めた。グーディシュは後にプロレスラーに転向し、ブルーザー・ブロディとして知られる人物である。